# Люксембург, Эли
Эли Люксембург (Илья Мотелевич Люксембург; 1940, Бухарест — 27 декабря 2019, Иерусалим) — израильский русский писатель, боксёр.

## Биография
Родился в Бухаресте, где у его отца был яичный склад, был старшим из четырёх братьев (в семье росла также старшая сестра). С присоединением Бессарабии к СССР, вскоре после рождения Эли Люксембурга, семья была вынуждена вернуться на родину в Бендеры, а с началом Великой Отечественной войны эвакуироваться в Среднюю Азию — Киргизстан, затем Узбекистан. В Ташкенте Э. М. Люксембург окончил среднюю школу и ирригационный техникум, был чемпионом города, Узбекистана, Средней Азии и Казахстана по боксу. Двукратный чемпион ВЦСПС. Мастер спорта СССР. Воспитанник известного ташкентского тренера Сиднея Джексона.
Окончил Узбекский государственный институт физической культуры, работал тренером по боксу, учителем физкультуры в средней школе, младшим инспектором Министерства просвещения Узбекской ССР. Некоторое время жил в Москве и Львове, выступая за республиканские сборные по боксу. Будучи тренером на республиканском стадионе «Динамо» в Кишинёве, начал писать рассказы, которые послал на рецензию Давиду Дару. Последний в 1964 году пригласил его в Ленинград.
Писать прозу начал в 1964 году. Вернувшись в Ташкент в 1967 году, подал документы на выезд из СССР и несколько лет находился в отказе. Под влиянием знакомства с Рыбницким Ребе Хаимом-Занвлом Абрамовичем стал верующим и в 1972 году поселился в Израиле, где — как и все братья Люксембург — продолжил выступления на ринге и тренерскую работу. Жил в Иерусалиме, где руководил работой Клуба бокса братьев Люксембург.
Первая книга «Третий Храм» вышла в издательстве «Алия» в Иерусалиме в 1975 году и была переведена на иврит и на английский язык. В последующие годы были изданы книги «Прогулка в Раму» (сборник рассказов, Иерусалим: Шамир, 1983), «Десятый голод» (роман, Лондон: Overseas Publications, 1985, переведён на французский и греческий языки, переиздан на русском языке издательством «Шамир», 1990), «Созвездие Мордехая» (роман-эссе по следам дневников отца, Иерусалим: Шамир, 1986, переиздан на русском языке в Греции, 2000), «Волчонок Итро» (сборник повестей и рассказов, Иерусалим: Шамир, 1997), «В полях Амалека» (две повести и цикл рассказов «Прогулки с Иосифом Флавием», Москва: Мосты культуры—Иерусалим: Гешарим, 2001), «Ворота с калиткой» (рассказы, повесть; Одесса: Студия «Негоциант», 2002).
Брат — Григорий Мотелевич Люксембург (Гершон Люксембург, род. 1944, Фрунзе), израильский русский поэт, автор-исполнитель песен, неоднократный чемпион Узбекистана и Израиля по боксу, победитель IX Маккабиады.

## Книги
- Третий храм: повести и рассказы. — Иерусалим: Библиотека «Алия», 1975. — 244 с.
- Прогулка в Раму. Сборник рассказов. — Иерусалим: Шамир, 1983. — 246 с.
- Десятый голод: роман. — Лондон: OPI, 1985. — 313 с.; Иерусалим: Шамир, 1992. — 314 с.
- Созвездие Мордехая. — Иерусалим: Шамир, 1987 и 1990. — 450 с.
- Волчонок Итро (рассказы и повести). — Иерусалим: Шамир, 1998. — 322 с.
- В полях Амалека (повести и рассказы). — М.: Мосты культуры — Иерусалим: Гешарим, 2000. — 206 с.
- La dixième famine. Traduit par Erwin Spatz. Les Editions Noir Sur Blanc, 2000. — 352 p.[8]
- Ворота с калиткой (рассказы, повесть). — Одесса: Негоциант, 2002. — 182 с.
- Десятый голод (роман). — М.: Текст — Книжники, 2014. — 445 с. — ISBN 978-5-9953-0332-9[9][10]